# Torsten Amft
Torsten Amft (n. 14 ianuarie 1971, Leipzig, RDG) este un creator de modă german.
Lucrează și locuiește la Berlin.
De asemenea, lucrează la New York și Tokyo.
A lucrat, printre alții, cu Helmut Newton, Herb Ritts și Gianni Versace.